# Ramazan Kuramagomedov
Ramazan Ramazanovich Kuramagomedov (en ruso: Рамазан Рамазанович Курамагомедов; nacido el 23 de agosto de 1996) es un artista marcial mixto ruso, que compitió en la división de peso wélter de Bellator MMA, donde fue el último campeón de esa división.

## Carrera de artes marciales mixtas

### Carrera temprana
Kuramagomedov ha estado incursionando en MMA desde 2014. Hizo su debut profesional en agosto de aquel año en el torneo Severo-Kavkazsky Federal Okrug, donde derrotó a su compañero luchador Khasan Masheev por sumisión en la primer asalto. Después de su exitoso debut, se tomó una pausa de 3 años.

### Professional Fighters League
El 30 de agosto de 2018, Kuramagomedov tenía previsto enfrentarse a su adversario estadounidense Robert Hale en la cartelera de PFL 7: Regular Season 2018. Derrotó a El Rey Azul por decisión unánime con una tarjeta de 30-27 de los tres jueces.

### Dana White's Contender Series
Casi un año después, el 23 de julio de 2019, Kuramagomedov fue programado para la pelea estelar contra el futuro peleador de UFC, Jordan «Bomaye» Williams, en la tercera temporada del Dana White's Contender Series en peso mediano. En una pelea llena de acción que se prolongó hasta el final, Kuramagomedov derrotó a Bomaye por decisión dividida ante los jueces. A pesar de la victoria, Dana White decidió no otorgarle el contrato.

### Bellator MMA
Kuragmagomedov finalmente estaba listo para hacer su debut para la promoción Bellator MMA contra Jaleel Willis en Bellator 297. Noqueó a su oponente con rodillazos y golpes.
El 17 de noviembre de 2023, la segunda pelea de Kuramagomedov para Bellator MMA fue programada contra Randall Wallace en Bellator 301. Sometió a Wallace a través de un estrangulamiento trasero en el segundo asalto de la pelea.

#### Campeonato de peso welter de Bellator
El 22 de junio de 2024, Kuramagomedov se enfrentó a Jason Jackson por el Campeonato de Peso Welter de Bellator en Bellator Champions Series 3. Ganó el campeonato por decisión unánime.

## Campeonatos y logros
- Bellator MMA
  - Campeonato de Peso Wélter de Bellator (una vez, último)

## Récord en artes marciales mixtas
| Récord profesional | Récord profesional | Récord profesional |
| 13 peleas          | 13 victorias       | 0 derrotas         |
| ------------------ | ------------------ | ------------------ |
| Nocaut             | 2                  | 0                  |
| Sumisión           | 6                  | 0                  |
| Decisión           | 5                  | 0                  |

| Resultado | Récord | Oponente               | Método                        | Evento                                       | Fecha                    | Ronda | Tiempo | Localización                | Notas                                          |
| --------- | ------ | ---------------------- | ----------------------------- | -------------------------------------------- | ------------------------ | ----- | ------ | --------------------------- | ---------------------------------------------- |
| Victoria  | 13–0   | Jason Jackson          | Decisión (unánime)            | Bellator Champions Series 3                  | 22 de junio de 2024      | 5     | 5:00   | Dublín                      | Ganó el Campeonato de Peso Wélter de Bellator. |
| Victoria  | 12–0   | Randall Wallace        | Sumisión (rear-naked choke)   | Bellator 301                                 | 17 de noviembre de 2023  | 2     | 3:49   | Chicago, Illinois           |                                                |
| Victoria  | 11–0   | Jaleel Willis          | KO                            | Bellator 297                                 | 16 de junio de 2023      | 1     | 1:24   | Chicago, Illinois           |                                                |
| Victoria  | 10–0   | John Howard            | Decisión (unánime)            | Eagle FC 44                                  | 28 de enero de 2022      | 3     | 5:00   | Miami, Florida              | Pelea de peso súper welter (175 lb).           |
| Victoria  | 9–0    | Matías Juárez          | Sumisión (arm-triangle choke) | UAE Warriors 22                              | 4 de septiembre de 2021  | 2     | 4:58   | Abu Dabi                    | Pelea de peso pactado (175 lb).                |
| Victoria  | 8–0    | Trevor Ollison         | Sumisión (arm-triangle choke) | Cage Fury FC 85                              | 18 de septiembre de 2020 | 2     | 3:22   | Tunica, Misisipi            | Regreso al peso wélter.                        |
| Victoria  | 7–0    | Melisbek Abdyrakhmanov | Sumisión (arm-triangle choke) | Krepost Fighting Championship                | 14 de diciembre de 2019  | 1     | 1:51   | Sochi                       | Debut en peso mediano.                         |
| Victoria  | 6–0    | Jordan Williams        | Decisión (dividida)           | Dana White's Contender Series                | 23 de julio de 2019      | 3     | 5:00   | Las Vegas, Nevada           |                                                |
| Victoria  | 5–0    | Robert Hale            | Decisión (unánime)            | PFL 7: Regular Season 2018                   | 30 de agosto de 2018     | 3     | 5:00   | Atlantic City, Nueva Jersey |                                                |
| Victoria  | 4–0    | Georgi Valentinov      | Sumisión (guillotine choke)   | ACB 81                                       | 23 de febrero de 2018    | 2     | 0:45   | Dubái                       |                                                |
| Victoria  | 3–0    | Mindaugas Veržbickas   | Decisión (unánime)            | ACB 75                                       | 25 de noviembre de 2017  | 3     | 5:00   | Stuttgart                   |                                                |
| Victoria  | 2–0    | Yukinori Akazawa       | KO                            | ACB 57                                       | 15 de abril de 2017      | 1     | 2:09   | Moscú                       |                                                |
| Victoria  | 1–0    | Khasan Masheev         | Sumisión (armbar)             | Severo-Kavkazsky Federal Okrug Championships | 30 de agosto de 2014     | 1     | 2:00   | Piatigorsk                  |                                                |